# چبیاتو، شهرستان استارگارد
چبیاتو، شهرستان استارگارد (به لاتین: Trzebiatów, Stargard County) یک سکونتگاه مسکونی در لهستان است که در Gmina Stargard Szczeciński واقع شده‌است.

## خصوصیات
چبیاتو ۳۴۱ نفر جمعیت دارد.